# فردریک کانورسه بیچ
فردریک کانورس بیچ (به انگلیسی: Frederick Converse Beach) (27 مارس 1848 - 8 ژوئن 1918)، وکیل ثبت اختراع نیویورک، ویراستار و مالک مشترک مجله علمی آمریکایی و سردبیر دایره المعارف جدید آمریکایی در اوایل دهه 1900 بود.  او رئیس قدیمی ترین باشگاه قایق بادبانی در کنتیکت شد.  او همچنین پدر استنلی ییل بیچ ، پیشگام هوانوردی و سرمایه گذار اولیه گوستاو وایتهد بود.

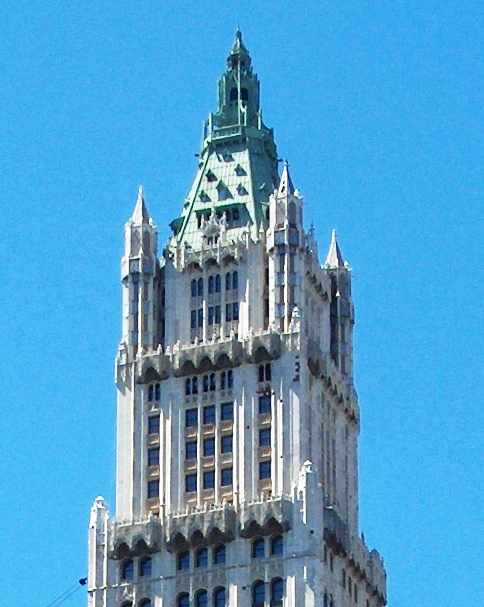
ساختمان Woolworth ، 1915، مقر دفاتر علمی آمریکا